# Abri (Sudan)
Koordinaten: 20° 47′ N, 30° 20′ O

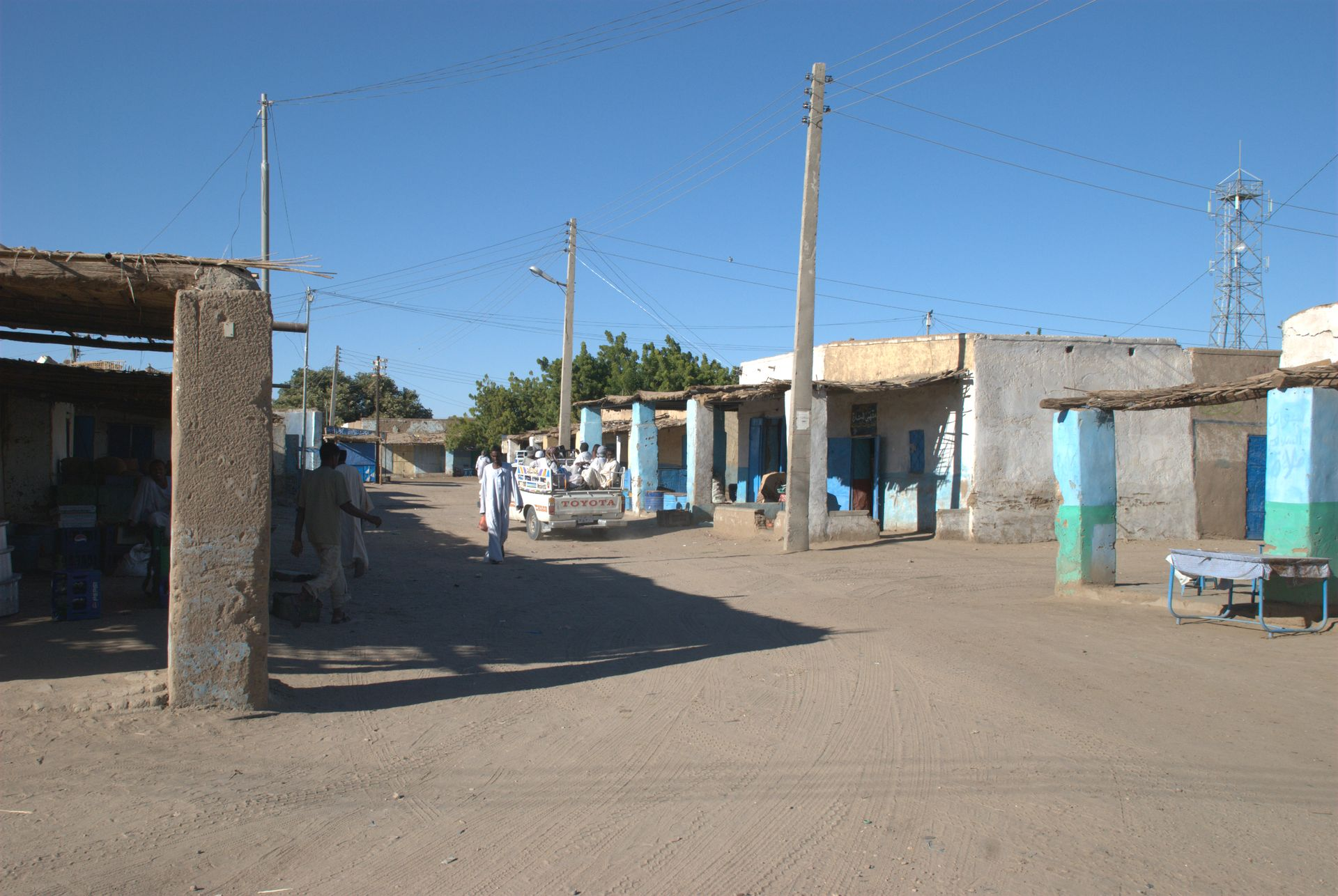
Ortsmitte

Abri (arabisch عبري) ist eine Kleinstadt im Norden des Sudan im Bundesstaat asch-Schamaliyya am rechten, östlichen Ufer des Nil.

## Geografie
Abri liegt wenige Kilometer südlich des Dalkatarakts im zu Nubien gehörenden Teil des Sudan, rund 700 Straßenkilometer nördlich von Khartum. Die nächsten größeren Siedlungen sind Kerma, 170 Kilometer südlich, und der gleich weit entfernte sudanesische Grenzort Wadi Halfa im Nordosten.
Ein breiter Streifen mit fruchtbarem Ackerland und Dattelpalmen wird im Bereich des Ortes aus dem Nil bewässert und unterscheidet diese Gegend vom nördlich gelegenen unwirtlichen Felsgebiet Butn el-Hajar. Die bewohnte kleine Insel Arnata in der Flussmitte ist per Boot erreichbar. Die Insel Sai mit archäologischen Resten ab der altägyptischen Zeit bis ins 16. Jahrhundert liegt zehn Kilometer südlich. Kulubnarti ist eine seit frühchristlicher Zeit besiedelte Insel nördlich des Dalkatarakts. Der steil aufragende Tafelberg Dschebel Abri ist im Osten zu sehen.
Abri ist ein kleiner Marktort mit einigen Läden im Zentrum, einer sehr einfachen Unterkunft (lokanda) und einem Gesundheitszentrum. Im Einzugsbereich von Abri leben etwa 40.000 Menschen. Der Wochenmarkt ist montags.
In Amir ’Abdallah nahe Abri grub eine spanische archäologische Mission unter der Leitung von Victor M. Fernandez 1981 einen kleinen Friedhof mit Gräbern der Kerma-Kultur aus, die in die Zeit zwischen 1800 und 1700/1650 v. Chr. datiert werden. Sie wurden im Norden des dortigen kuschitischen Friedhofs gefunden. Hier, im nahegelegenen Abri-Missiminia und an anderen unternubischen Ausgrabungsstätten ergab die Fundlage eine Besiedlungslücke zwischen der napatanischen und der meroitischen Periode, die ab dem 3. Jahrhundert v. Chr. begann. Die Gräber in Missiminia sind jünger als diejenigen von Amir ’Abdallah, sie stammen aus der spätmeroitischen Zeit, dem 2. bis 4. Jahrhundert n. Chr.
Am westlichen Nilufer (Abri West) wurde in den 1960er Jahren die einzige griechische Steininschrift in Nubien gefunden, die nicht eingeschnitten, sondern als Relief gearbeitet ist und möglicherweise auf antiken syrischen Einfluss verweist. Sie befindet sich im Nationalmuseum Khartum.